# Niedenstein
Niedenstein est une ville allemande située dans l'arrondissement de Schwalm-Eder et dans le land de la Hesse. Elle se trouve à 15 km au sud-ouest de Cassel.